# 大谷貴義
大谷 貴義（おおたに たかよし、1905年5月31日 - 1991年5月17日）は、和歌山県出身の実業家。日美創業者。
宝石卸を本業として「日本の宝石王」と呼ばれる一方、政財官界やアンダーグラウンドの世界に隠然たる力をもち、児玉誉士夫らと並ぶ「戦後最大級のフィクサー」と称された。特に、元首相の福田赳夫とのつながりが強く、「福田の影に大谷あり」と言われた。公の場にはあまり姿を現さず、代々木上原に1,000坪の豪邸を構え、十数人の使用人に囲まれて過ごしたため、謎のフィクサーとも呼ばれた。
大谷が保有していた肩書きは、主なものだけでも「裏千家最高顧問」「そごう最高顧問」「松下電器産業特別客員」「産経新聞社顧問」「毎日新聞社筆頭社友」「大阪産業大学名誉総長」などがある。また、マスコミからは、「最後のフィクサー」「闇の帝王」「日本の宝石王」「代々木の怪富豪」「日本の政財界の裏側で最も気になる人物」などと呼ばれた。

## 人脈
義理の従弟である正示啓次郎（旧大蔵省官僚で元経済企画庁長官）を通じて、福田赳夫を筆頭とする多くの大蔵官僚や政治家と知り合う。その人脈を活かして宝石商としての地位を不動のものとし、日本宝石クラブの会長職に就任。
また、作家の吉川英治のすすめにより、長女の享子（1957年度ミス・ユニバース日本代表）が、裏千家14世家元碩叟宗室の三男・大谷巳津彦と結婚。媒酌人は、吉川夫妻と福田夫妻が勤めた。この婚姻を機に、巳津彦の母方の親戚である旧三和銀行元会長の渡辺忠雄や、裏千家と懇意であった松下幸之助と親交を深めた。なお、裏千家16世家元千宗室が容子内親王を夫人として迎えたため、三笠宮家とも遠縁となった。
さらに、元首相の田中角栄や、国際興業創業者の小佐野賢治、そごう元会長の水島廣雄らと懇意にするのみならず、戦後最大のフィクサー児玉誉士夫、山口組3代目組長田岡一雄、東声会（現・東亜会）会長町井久之ら、アンダーグラウンドの世界にも顔が利いた。許永中は若い頃に大谷のボディーガード兼運転手をしながら、フィクサー業の修行をした。後に、「大谷先生の下で働き、大人の恐ろしい世界を知った」と述べている。
上述の肩書きの多くは、政財官界やアンダーグラウンドの世界に対する大谷の絶大な影響力を頼り、経営危機からの脱出、暴力団や総会屋からの防衛等を望んだ企業側が提供したものである。
ジャニーズ事務所の社長・副社長であるジャニー喜多川・メリー喜多川姉弟が終戦前に帰国した際、親戚にあたる大谷の元に身を寄せ面倒を見てもらっていた。
大谷が死去した際、葬儀委員長は福田赳夫が務めた。

## 子孫
長男の吉右は、貴義同様に宝石卸業や貸しビル業を営み、政財官界の有力者や、俳優の藤田まこと、プロゴルファーの青木功・杉原輝雄など芸能・スポーツ界の著名人とも親交を深めた。
長女の大谷享子は、1957年（昭和32年）のミス・ユニバース日本代表であり、その後、日美の事業を継承して同社社長、会長を歴任した。
現在は享子の子・大谷裕巳が当主。貴義が保有した企業や数多くのビルを継承するとともに、裏千家の一族として茶道界の振興発展に尽力している。